# قائمة مدن مصرية جديدة
المدن المصرية الجديدة هي مدن أنشئت في العديد من محافظات مصر في العقود الثلاثة الأخيرة بإشراف وتنفيذ وإدارة هيئة المجتمعات العمرانية الجديدة، حيث تم التخطيط والتنفيذ لهذه المدن على أحدث النظم التخطيطية، كما روعي إقامتها بعيدا عن الشريط الضيق لوادي النيل، وذلك للحدِّ من الزحف العمراني على الأراضي الزراعية.

## الهدف من إنشائها
يختصر الهدف من إنشاء المدن الجديدة بمصر في عدة نقاط وهي:
- خلق مراكز حضارية جديدة تحقق الاستقرار الاجتماعي والرخاء الاقتصادي.
- إعادة توزيع السكان بعيداً عن الشريط الضيق لوادي النيل.
- إقامة مناطق جذب مستحدثة خارج نطاق المدن والقرى القائمة.
- مد محاور العمران إلى الصحراء والمناطق النائية.
- الحد من الزحف العمراني على الأراضي الزراعية.

## تقسيماتها
المدن الجديدة بمصر تنقسم إلى أربعة أجيال، تم إنشاء 23 مدينة منها حتى الآن، وتم تقسيمها طبقا لتواريخ إنشائها وهي كما يلي:

### مدن الجيل الأول
تجربة المدن الجديدة في مصر بدأت عام 1977، بإجمالي عدد 7 مدن لها أشكال مختلفة، فالجيل الأول كانت مدن مستقلة على مساحة 344 ألف فدان لها قواعد متنوعة مثل العاشر من رمضان تهدف للهجرة من المدن، ونشأت بأنشطة اقتصادية مختلفة".
| م | اسم المدينة       | صورة | المحافظة   | تاريخ التأسيس | المساحة بالفدان (السنة)                               | عدد السكان (السنة)                                         | ملاحظات |
| - | ----------------- | ---- | ---------- | ------------- | ----------------------------------------------------- | ---------------------------------------------------------- | --- |
| 1 | العاشر من رمضان   |      | الشرقية    | 1977          | 95,000                                                | 29,601 نسمة (2006) 217,884 نسمة (2017) 268,208 نسمة (2024) | - سُميت تيمنًا بحرب أكتوبر (حرب العاشر من رمضان). - إحداثيات الموقع: 30°18′23″N 31°44′29″E / 30.306503°N 31.741455°E                                                                                      |
| 2 | 15 مايو           |      | القاهرة    | 1978          | 6,462 (1978) 8,319 (1995) 12,230 (2009) 18,329 (2017) | 101,393 نسمة (2024)                                        | - سُميت تيمنًا بثورة التصحيح (15 مايو). - تُعد امتدادًا لمدينة القاهرة. - إحداثيات الموقع: 29°53′22″N 31°20′33″E / 29.88944°N 31.34250°E                                                                    |
| 3 | مدينة السادات     |      | المنوفية   | 1978          | 121,000                                               | 75,260 نسمة (2024)                                         | - سُميت تيمنًا بالرئيس المصري الأسبق محمد أنور السادات. - أُنشئت بها جامعة مدينة السادات. - إحداثيات الموقع: 30°22′52″N 30°31′36″E / 30.3811°N 30.5266°E                                                   |
| 4 | السادس من أكتوبر  |      | الجيزة     | 1979          | 51,929                                                | 380,204 نسمة (2024)                                        | - سُميت تيمنًا بحرب أكتوبر. - أُنشئت مدينتان جديدتان باسم السادس من أكتوبر الجديدة وحدائق أكتوبر وتعدان امتدادًا لمدينة السادس من أكتوبر. - إحداثيات الموقع: 29°56′17″N 30°54′50″E / 29.938126°N 30.91398°E |
| 5 | برج العرب الجديدة |      | الإسكندرية | 1979          | 47,403                                                | 47,126 نسمة (2024)                                         | - سُميت تيمنًا بمدينة برج العرب. - إحداثيات الموقع: 30°54′04″N 29°38′04″E / 30.901111°N 29.634444°E |
| 6 | دمياط الجديدة     |      | دمياط      | 1980          | 6,670                                                 | 56,304 نسمة (2024)                                         | - سُميت تيمنًا بمدينة دمياط. - أُنشئت بها جامعة دمياط. - إحداثيات الموقع: 31°26′12″N 31°40′01″E / 31.4368°N 31.667°E                                                                                       |
| 7 | الصالحية الجديدة  |      | الشرقية    | 1982          | 1,617                                                 | 9,350 نسمة (2006) 52,509 نسمة (2017) 64,635 نسمة (2024)    | - سُميت تيمنًا بقرية الصالحية (والتي بدورها سُميت تيمنًا بالملك الصالح نجم الدين أيوب). - إحداثيات الموقع: 30°39′14″N 31°52′28″E / 30.653862°N 31.874371°E                                                  |

### مدن الجيل الثاني
مدن الجيل الثاني أنشئت كمدن تابعة اعتبارا من عام 1982 بإجمالي عدد 6 مدن، وهدفها الاستيعاب السكاني، وتتوسع عمرانياً وعندما توسعت بُنيت لها أنشطة وقواعد اقتصادية لها، لتتحول لمدن مستقلة، ومنها الشيخ زايد والعبور وغيرهما، وكذلك توفير الأنشطة والجامعات والمستشفيات كبنية أساسية للعمران.
| م | اسم المدينة       | صورة | المحافظة  | تاريخ التأسيس | المساحة بالفدان (السنة)     | عدد السكان (السنة)  | ملاحظات |
| - | ----------------- | ---- | --------- | ------------- | --------------------------- | ------------------- | --- |
| 1 | بدر               |      | القاهرة   | 1982          | 2,971 (1982) 18,545 (2009)  | 33,895 نسمة (2024)  | - سُميت تيمنًا بعملية بدر (التي بدورها سُميت تيمنًا بغزوة بدر). - تُعد امتدادًا لمدينة القاهرة. - إحداثيات الموقع: 30°08′10″N 31°42′54″E / 30.13611°N 31.71500°E |
| 2 | العبور            |      | القليوبية | 1982          | 13,417                      | 144,601 نسمة (2024) | - سُميت تيمنًا بعملية عبور قناة السويس. - إحداثيات الموقع: 30°12′18″N 31°27′27″E / 30.205°N 31.4575°E                                                        |
| 3 | بني سويف الجديدة  |      | بني سويف  | 1986          | 25,136                      | 35,659 نسمة (2024)  | - سُميت تيمنًا بمدينة بني سويف. - إحداثيات الموقع: 29°02′07″N 31°06′58″E / 29.0351616°N 31.1161333°E                                                         |
| 4 | المنيا الجديدة    |      | المنيا    | 1986          | 3200 فدان                   | 18,693 نسمة (2024)  | - سُميت تيمنًا بمدينة المنيا. - إحداثيات الموقع: 28°05′06″N 30°48′13″E / 28.084929°N 30.803678°E                                                             |
| 5 | النوبارية الجديدة |      | البحيرة   | 1986          | 1,816                       | 24,454 نسمة (2024)  | - سُميت تيمنًا بترعة النوبارية (التي بدور سُميت تيمنًا بنوبار باشا أول رئيس وزراء لمصر). - إحداثيات الموقع: 30°40′00″N 30°04′00″E / 30.666667°N 30.066667°E    |
| 6 | الشيخ زايد        |      | الجيزة    | 1995          | 10,386 (1995) 21,307 (2017) | 98,865 نسمة (2024)  | - سُميت تيمنًا بالشيخ زايد آل نهيان مؤسس دولة الإمارات العربية المتحدة. - إحداثيات الموقع: 30°01′N 31°00′E / 30.02°N 31°E                                    |

### مدن الجيل الثالث
مدن الجيل الثالث هي المدن التوأمية بدأ انشائها عام 1995 بإجمالي عدد 10 مدن، وهي مدن ذات قواعد اقتصادية أحادية لحل مشكلات المدن.
| م  | اسم المدينة     | صورة | المحافظة | تاريخ التأسيس | المساحة بالفدان (السنة)                   | عدد السكان (السنة)  | ملاحظات |
| -- | --------------- | ---- | -------- | ------------- | ----------------------------------------- | ------------------- | --- |
| 1  | الشروق          |      | القاهرة  | 1995          | 10,808 (1995) 16,110 (2015) 52,992 (2017) | 94,582 نسمة (2024)  | - تُعد امتدادًا لمدينة القاهرة. - إحداثيات الموقع: 30°08′41″N 31°37′47″E / 30.14472°N 31.62972°E                            |
| 2  | أسوان الجديدة   |      | أسوان    | 1999          | 3,898 (1999) 22,390 (2015)                | 121 نسمة (2024)     | - سُميت تيمنًا بمدينة أسوان. - إحداثيات الموقع: 24°05′07″N 32°54′17″E / 24.085296°N 32.904779°E                             |
| 3  | القاهرة الجديدة |      | القاهرة  | 2000          | 70,580 (2000) 85,580 (2016)               | 322,300 نسمة (2024) | - سُميت تيمنًا بالعاصمة المصرية القاهرة. - تُعد امتدادًا لمدينة القاهرة. - إحداثيات الموقع: 30°02′N 31°28′E / 30.03°N 31.47°E |
| 4  | أسيوط الجديدة   |      | أسيوط    | 2000          | 30,300                                    | 10,003 نسمة (2024)  | - سُميت تيمنًا بمدينة أسيوط. - إحداثيات الموقع: 27°06′N 31°06′E / 27.1°N 31.1°E                                             |
| 5  | طيبة الجديدة    |      | الأقصر   | 2000          | 5,446 (2000) 9,496 (2014)                 |                     | - سُميت تيمنًا بمدينة طيبة التاريخية (الأقصر حاليًا). - إحداثيات الموقع: 25°44′03″N 32°45′58″E / 25.7342316°N 32.7660415°E   |
| 6  | سوهاج الجديدة   |      | سوهاج    | 2000          | 30,982 (2000) 29,516 (2015) 30,351 (2016) | 206 نسمة (2024)     | - سُميت تيمنًا بمدينة سوهاج. - إحداثيات الموقع: 26°25′57″N 31°40′03″E / 26.4324182°N 31.6673668°E                           |
| 7  | قنا الجديدة     |      | قنا      | 2000          | 24,200                                    | 1747 نسمة (2024)    | - سُميت تيمنًا بمدينة قنا. - إحداثيات الموقع: 26°14′27″N 32°44′38″E / 26.2409157°N 32.7439611°E                             |
| 8  | الفيوم الجديدة  |      | الفيوم   | 2000          | 12,851 (2017)                             | 447 نسمة (2024)     | - سُميت تيمنًا بمدينة الفيوم. - إحداثيات الموقع: 29°13′21″N 30°53′40″E / 29.2226352°N 30.8943857°E                          |
| 9  | أخميم الجديدة   |      | سوهاج    | 2000          | 9930 (2015)                               |                     | - سُميت تيمنًا بمدينة أخميم. - إحداثيات الموقع: 26°36′42″N 31°47′42″E / 26.6117556°N 31.795001°E                            |
| 10 | الأقصر الجديدة  |      | الأقصر   | 2010          | 8,977 (2010) 9,675 (2018)                 |                     | - سُميت تيمنًا بمدينة الأقصر. - إحداثيات الموقع: 25°38′12″N 32°42′10″E / 25.6366045°N 32.7026777°E                          |

### مدن الجيل الرابع
الهدف من بناء مدن الجيل الرابع هو المساعدة في توزيع الزيادة السكانية الكبيرة ومضاعفة المعمور المصري وضع مصر على خريطة الاستثمارات العالمية.
| م  | اسم المدينة              | صورة | المحافظة      | تاريخ التأسيس | المساحة بالفدان (السنة)                | عدد السكان (السنة) | ملاحظات |
| -- | ------------------------ | ---- | ------------- | ------------- | -------------------------------------- | ------------------ | --- |
| 1  | توشكى الجديدة            |      | أسوان         | 2000 2006     | 3,000                                  |                    | - غُيِّر مكان المدينة المخطط له عام 2006 - سُميت تيمنًا بمفيض توشكى. - إحداثيات الموقع: 22°54′35″N 31°35′04″E / 22.9096321°N 31.5844064°E |
| 2  | سلام مصر                 |      | بورسعيد       | 2010 2019     | 12,521                                 |                    | - تقع بشبه جزيرة سيناء شرق مدينة بورسعيد. - تُعرف باسم مدينة المليونية. - أُعيد طرح المشروع عام 2018 لبدء التنفيذ.                     |
| 3  | العاصمة الإدارية الجديدة |      | القاهرة       | 2015          | 166,645                                |                    | - إحداثيات الموقع: 29°58′53″N 31°47′28″E / 29.9814943°N 31.791207°E                                                                  |
| 4  | مدينة الجلالة            |      | السويس        | 2015          | 17000                                  |                    | - تُشرف عليها الهيئة الهندسية للقوات المسلحة (مصر) - تقع أعلى هضبة الجلالة                                                            |
| 5  | الإسماعيلية الجديدة      |      | الإسماعيلية   | 2016          |                                        |                    | - سُميت تيمنًا بمدينة الإسماعيلية. - إحداثيات الموقع: 30°36′35″N 32°21′07″E / 30.6097587°N 32.3518812°E                                |
| 6  | العبور الجديدة           |      | القليوبية     | 2016          | 58,914                                 |                    | - سُميت تيمنًا بمدينة العبور. |
| 7  | المنصورة الجديدة         |      | الدقهلية      | 2017          | 5,104 (2017) 5,913 (2018) 7,211 (2019) |                    | - سُميت تيمنًا بمدينة المنصورة. - إحداثيات الموقع: 31°30′54″N 31°33′24″E / 31.5149018°N 31.5566829°E                                   |
| 8  | ناصر الجديدة (غرب أسيوط) |      | أسيوط         | 2017          | 6,006                                  |                    | - تقع المدينة أعلى هضبة أسيوط. - تُعرف أيضًا باسم غرب أسيوط. - إحداثيات الموقع: 27°04′50″N 31°05′34″E / 27.0804612°N 31.0926982°E      |
| 9  | غرب قنا                  |      | قنا           | 2017          | 8,971                                  |                    | |
| 10 | حدائق أكتوبر             |      | الجيزة        | 2017          | 41,780                                 |                    | - سُميت تيمنًا بمدينة السادس من أكتوبر. - تُعد امتدادًا لمدينة السادس من أكتوبر.                                                         |
| 11 | السادس من أكتوبر الجديدة |      | الجيزة        | 2017          | 78500                                  |                    | - سُميت تيمنًا بمدينة السادس من أكتوبر. - تُعد امتدادًا لمدينة السادس من أكتوبر.                                                         |
| 12 | العلمين الجديدة          |      | مطروح         | 2018          | 48,000                                 |                    | - سُميت تيمنًا بمدينة العلمين. - إحداثيات الموقع: 30°51′08″N 28°57′04″E / 30.8523483°N 28.951163°E                                     |
| 13 | الفشن الجديدة            |      | بني سويف      | 2018          | 17,958                                 |                    | - سُميت تيمنًا بمدينة الفشن. |
| 14 | ملوي الجديدة             |      | المنيا        | 2018          | 1,842                                  |                    | - سُميت تيمنًا بمدينة ملوي. |
| 15 | بني مزار الجديدة         |      | المنيا        | 2019          | 16,035                                 |                    | - سُميت تيمنًا بمدينة بني مزار. |
| 16 | رشيد الجديدة             |      | البحيرة       | 2019          | 3,186                                  |                    | - سُميت تيمنًا بمدينة رشيد. |
| 17 | سفنكس الجديدة            |      | الجيزة        | 2020          | 76,931                                 |                    | - سُميت نسبة لأبو الهول |
| 18 | حدائق العاصمة            |      | القاهرة       | 2020          | 33,800                                 |                    | - سُميت نسبة للعاصمة الإدارية الجديدة                                                                                                 |
| 19 | شرق العوينات الجديدة     |      | الوادي الجديد | 2003          | 1,073                                  |                    | - سُميت تيمنًا بمنطقة شرق العوينات. |
| 20 | السويس الجديدة           |      | السويس        | 2021          | 65,000                                 |                    | - سُميت تيمنًا بمدينة السويس. |
| 21 | نجع حمادي الجديدة        |      | قنا           | 2021          |                                        |                    | - سُميت تيمنًا بمدينة نجع حمادي. |
| 22 | جرجا الجديدة             |      | سوهاج         | 2022          | 10296.84                               |                    | - سُميت تيمنًا بمدينة جرجا. |

### مشروعات تابعة للهيئة
|   | اسم المنطقة     | صورة | المحافظة   | تاريخ التأسيس | المساحة بالفدان (السنة) | عدد السكان (السنة) | ملاحظات |
| - | --------------- | ---- | ---------- | ------------- | ----------------------- | ------------------ | ------- |
| 1 | أبو قير الجديدة |      | الإسكندرية |               | 1400                    |                    |         |
| 2 | صواري           |      | الإسكندرية |               | 418                     |                    |         |
| 3 | جزيرة الوراق    |      | الجيزة     |               | 1600                    |                    |         |

ومن المستهدف أن يصل عدد المدن الجديدة في مصر إلى 44 مدينة، وذلك طبقا لاستراتيجية التنمية العمرانية بجمهورية مصر العربية.